# 加治佐敬
加治佐 敬（かじさ けい）は、日本の農業経済学者。京都大学大学院農学研究科国際農林経済学講座教授。大平正芳記念賞、日本農業経済学会学術賞、アジア経済研究所発展途上国研究奨励賞等受賞。

## 人物・経歴
1991年青山学院大学国際政治経済学部国際経済学科卒業、学士（国際経済学）。石川滋などの指導を受け、1994年青山学院大学大学院国際政治経済学研究科国際経済学専攻一貫制博士課程単位取得退学。修士（国際経済学）。
1999年ミシガン州立大学農業・食料・資源経済学研究科博士課程修了、Ph.D.（Agricultural Economics）。同年世界銀行開発研究グループコンサルタント。2000年国際開発高等教育機構ファカルティフェロー、政策研究大学院大学政策研究科准教授。2006年国際稲研究所社会科学部門主任研究員。
2012年青山学院大学国際政治経済学部国際経済学科教授、政策研究大学院大学政策研究科客員教授。2016年日本農業経済学会常任理事。2019年開発経済学会理事。2023年京都大学大学院農学研究科生物資源経済学専攻国際農林経済学講座教授。

## 著書
- 『経済発展における共同体・国家・市場：アジア農村の近代化に見る役割の変化』日本評論社 2020年

## 受賞
2020年国際開発学会学会賞受賞。2021年大平正芳記念賞、日本農業経済学会学術賞、アジア経済研究所発展途上国研究奨励賞受賞。